# Can Nicolau (Cunit)
Can Nicolau és un conjunt de construccions, protegides com a bé cultural d'interès local, entre el Carrer Pelai Otalora i l'Avinguda Nicolau de Cunit (Baix Penedès). La finca de can Nicolau comptava l'any 1882 amb grans superfícies de conreu, majoritàriament de cultiu de secà. Al segle passat, la vinya va ser el cultiu més important, però la seva producció va minvar per la plaga de la fil·loxera. S'ha respectat la toponímia de l'indret, ja que correspon al nom de les partides on es van ubicar. Destaca l'edifici de majors dimensions, de planta quadrangular, construït a partir de diferents annexions i al voltant d'un pati. L'edifici es presenta emblanquinat, i en un dels laterals s'hi ubica una torre de reminiscències neoàrabs, amb capitells esglaonats. També s'hi conserva una petita capella, així com una campana col·locada en un buit de la façana. La construcció és austera, típica dels masos dedicats a l'agricultura, segurament amb murs de tancament d'obra de tàpia. A la tanca metàl·lica que dona a l'Avinguda Nicolau s'hi identifica una inscripció amb la data "1878".